# La Triste Fin du petit enfant huître et autres histoires
La Triste Fin du petit enfant huître et autres histoires (The Melancholy Death of Oyster Boy & Other Stories) est un recueil de poèmes écrit en 1997 par le cinéaste américain Tim Burton.

## Résumé
Le livre est un recueil de nouvelles sur des histoires courtes sur des enfants-monstres.
L'ouvrage est illustré par Tim Burton lui-même.

## Édition française
Le livre a été traduit en français par René Belletto.

## Poèmes
Titres originaux
- Stick Boy and Match Girl in Love
- Robot Boy
- Staring Girl
- The Boy with Nails in His Eyes
- The Girl with Many Eyes
- Stain Boy
- The Melancholy Death of Oyster Boy
- Voodoo Girl
- Stain Boy's Special Christmas
- The Girl Who Turned into a Bed
- Roy, the Toxic Boy
- James
- Stick Boy's Festive Season
- Brie Boy
- Mummy Boy
- Junk Girl
- The Pin Cushion Queen
- Melonhead
- Sue
- Jimmy, the Hideous Penguin Boy
- Char Boy
- Anchor Baby
- Oyster Boy Steps Out

Traduction française
- Brindille et Allumette amoureux
- L'Enfant Robot
- La Fille qui fixait, fixait, fixait
- L'Enfant avec des clous dans les yeux
- La fille avec plein d'yeux
- Enfant Tache
- La Triste Fin du petit enfant huître
- La Fille Vaudou
- Enfant Tache : un Noël hors norme
- La fille qui se transforma en lit
- Ludovic, l'Enfant Toxique
- James
- Période des fêtes pour le jeune Brindille
- L'Enfant Brie
- L'Enfant Momie
- La Fille faite d'ordures
- La Reine Pelote-à-Épingles
- Tête de melon
- Justine
- Benjamin, le vilain gamin pingouin
- J.C., le Jeune Carbonisé
- Bébé Ancre
- La Sortie du petit enfant huître

## Postérité
La série Stainboy est une adaptation de l'une des nouvelles du recueil.